# Sigfrid Walther Müller
Sigfrid Walther Müller (* 11. Januar 1905 in Plauen; † 2. November 1946 in Mingəçevir) war ein deutscher Komponist.

## Leben
Sigfrid Walther Müller wurde als Sohn des Studienrates Albert Hugo Müller und dessen Ehefrau Johanna geb. Hülle in Plauen (Vogtland) geboren. Zwischen seinem 5. und 12. Lebensjahr unterrichtete sein Vater ihn in Klavierspiel und Musiktheorie. Müller besuchte zunächst die Realschule in Frankenberg, sodann das Real-Gymnasium in Chemnitz. Zwischen 1923 und 1926 war er am Konservatorium in Leipzig eingeschrieben. Hier wurde er von Sigfrid Karg-Elert in Komposition sowie von Alfred Baresel in Klavierspiel und Max Hochkofler in Dirigieren unterwiesen. 1926 bis 1927 vertiefte er sein Orgelspiel bei Günther Ramin. In den folgenden Jahren war Müller Lehrer am Leipziger Konservatorium. 1935 wurde er Dirigent des Leipziger Kammerorchesters und seit 1940 war er Dozent für Komposition an der Weimarer Musikhochschule.
Im Herbst 1943 wurde Sigfrid Walther Müller zum Kriegsdienst an der Ostfront einberufen. Mit 41 Jahren verstarb er in sowjetischer Kriegsgefangenschaft.
Der musikalische Nachlass des Komponisten (58 Musikhandschriften und 38 Notendrucke) befindet sich in der Bayerischen Staatsbibliothek, München.

## Werke

### Mit Opuszahl
- op. 1: Kammermusik für Klarinette und Streichtrio A-Dur (1926)
- op. 2: Sonate für Flöte und Klavier E-Dur (1925)
- op. 3: Violinsonate Nr. 1 G-Dur (1923)
- op. 4: Variationen und Fuge über ein lustiges Thema für 2 Klaviere (1927)
- op. 5: Tanzsuite für Klavier (1926)
- op. 6: 5 Lieder (1927)
- op. 7: Violinsonate Nr. 2 D-Dur (1925)
- op. 8: Suite im alten Stil für Klavier (1925)
- op. 9a: Sonate für Flöte Solo (1926)
- op. 9b: Stücke für Klavier und Viola (1924)
- op. 10: Acht Choralimprovisationen für Orgel (1925)
- op. 11: Kleine Sonate für Klavier (1925)
- op. 12: Klaviertrio Nr. 1 (1925)
- op. 13: Divertimento A-Dur für Klarinette und Streichquartett (1925)
- op. 14: Cellosonate F-Dur (1926)
- op. 15: Toccata, Passacaglia und Fuge für Orgel (1926)
- op. 16: Klaviersonate C-Dur (1926)
- op. 17: Streichquartett e-Moll (1926)
- op. 18: Violasonate d-Moll (1926)
- op. 19: Klaviertrio Nr. 2 (1928)
- op. 20: Klaviermusik: 2 Sonatinen und 1 Suite (1928)
- op. 21: Orgelsonate c-Moll (1928)
- op. 22: Variationen und Rondo über ein Thema von Haydn für Klavier (1928)
- op. 23: Concerto grosso für Klavier und Orchester (1928)
- op. 24: Violinsonate [Nr. 3] G-Dur (1928)
- op. 26: Zwei Präludien und Fugen für Orgel (A-Moll und G-Dur)
- op. 30: Symphonie Nr. 1
- op. 33: Lustige Ouvertüre für Orchester
- op. 34: Divertimento für kleines Orchester
- op. 38b: Weihnachtsmusik für kleines Orchester (1931)
- op. 39: Konzert für Orgel und Orchester
- op. 43: Heitere Musik für Orchester
- op. 46: Konzert für Cembalo und Orchester
- op. 48: Symphonie Nr. 2
- op. 49: Deutsche Tänze und Fuge für kleines Orchester
- op. 50: Concerto grosso für Trompete und Orchester
- op. 52: Oboensonate
- op. 53: Zwei Sonatinen für Klavier
- op. 54: Schlaraffenhochzeit. Oper
- op. 55: Böhmische Musik für Orchester (1937)
- op. 56: Konzert für Fagott und Kammerorchester (1938)
- op. 58: Zwanzig Choralvorspiele für Orgel
- op. 59,1: Deutsche Tanzfolge für Blasorchester (1937)
- op. 59,2: Aufmarsch und Hymne für Blasorchester (1937)
- op. 61,1: Marschmusik für Blasorchester (1939)
- op. 62: Konzert für Flöte und Kammerorchester B-Dur (1941)
- op. 63: Klaviertrio [Nr. 3]
- op. 64: Concertino für Tenorgeige und Streichtrio
- op. 67: Symphonisches Vorspiel für Orchester (1942)

### Ohne Opuszahl (alphabetisch)
- Gloria für achtstimmigen gemischten Chor (1925)
- Gohliser Schloßmusik für kleines Orchester (1937)
- Introduktion und Doppelfuge für Streichquartett
- Kinderlieder für Klavier
- Kinderstücke für Klavier zu vier Händen
- Kleine Sonate für Violine und Klavier
- Musik zu dem Bühnenspiel Die kluge Bauerntochter (Martin Raschke) (1936)
- Musik zu dem Funkspiel Die lange Schicht von Ehrenfriedersdorf (Martin Raschke) (1936)
- Musik zu dem Hörspiel Die Pflicht (Wilhelm von Scholz) (1936)
- Musik zum Theodor-Körner-Legendenspiel Geist der Freiheit (Paul Beyer) (1933)
- Musik zu dem Hörwerk Totentanz (Richard Euringer) (1935)
- Spielstücke für Holzbläser (1939)

Quellen: